# Pietro Veronesi
Pietro Veronesi, noto anche con lo pseudonimo di Pirola trai dita (Bologna, 29 luglio 1859 – Bologna, 14 luglio 1936), è stato uno scultore italiano professore all'Accademia di Belle Arti di Bologna.

## Biografia
Di umili origini, Pietro Veronesi restò orfano all'età di 7 anni e per sopravvivere apprese dapprima le arti del fabbro e, a seguito di un infortunio, dello scalpellino per l'Accademia di Belle Arti in cui entra come garzone ancora ragazzo. 
Notato all'Accademia per le sue abilità e i suoi progressi (Salvino Salvini gli augurò un futuro da bravo operaio), gli venne permesso di assistere alle lezioni nonostante gli fu rifiutata la borsa di studio; dal Muzzi apprese così il disegno.
Le sue sculture furono fin da subito apprezzate dagli artisti bolognesi più affermati. Nel raro tempo libero dal lavoro preparò il gesso Vercingetorige nel carcere Tulliano (esposto a Bologna nel 1888) per il Concorso Curlandese e nonostante non riuscì a partecipare al concorso, i commenti furono di elogio: Zocchi suggerisce a Salvini di dargli «di meglio che un modello da riprodurre», mentre Serra sancì che «Pietro Veronesi comincia dove gli altri finiscono».

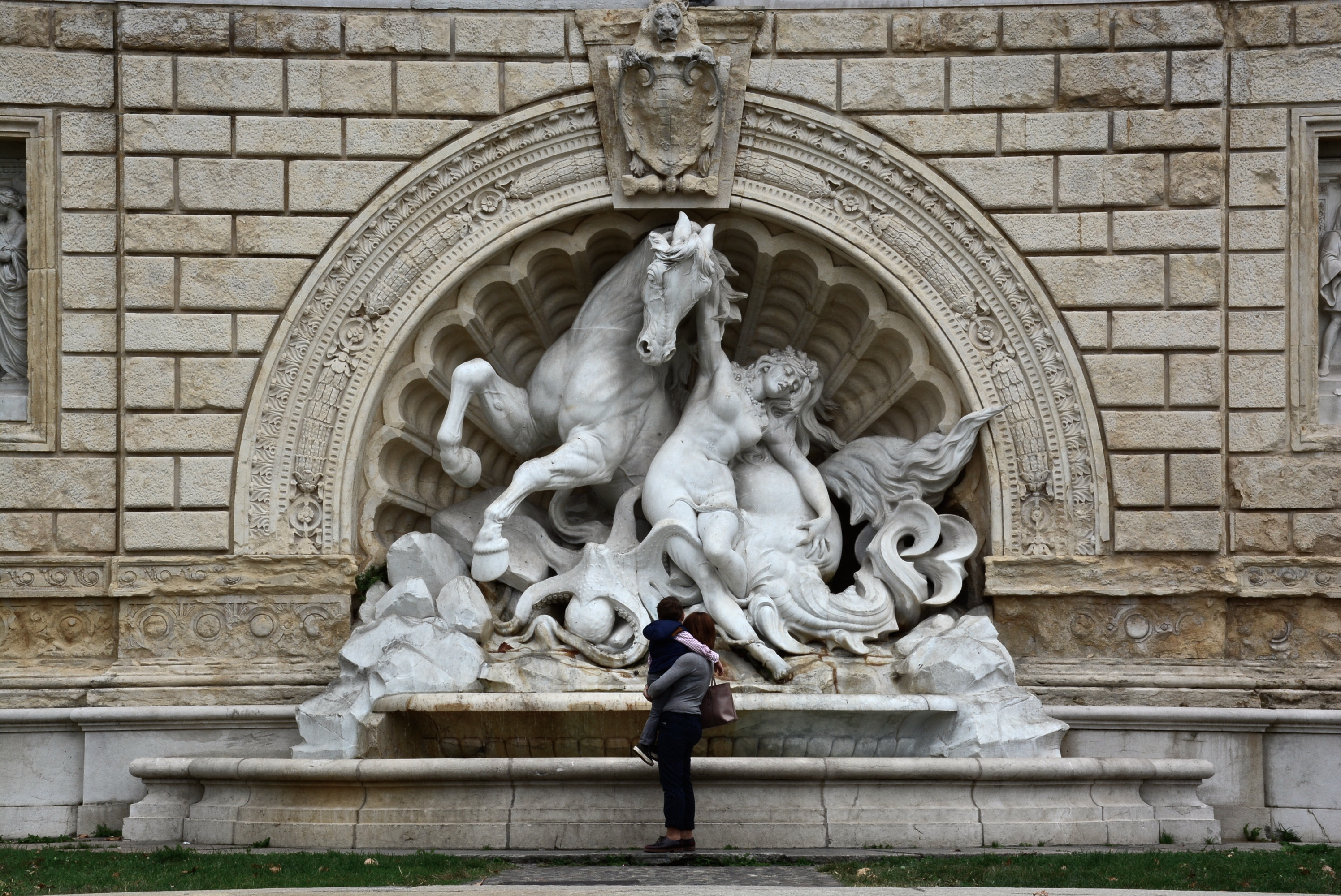
La fontana del Pincio, di Diego Sarti e Pietro Veronesi.

Veronesi lavorò quindi il marmo per lo scultore Barbieri e grazie alla sua maestria e alla notorietà crescente le commissioni aumentarono.
Completamente assorbito dal lavoro e rassegnato ad una vita di commissioni, Veronesi restò modesto e mise la sua arte al servizio di medaglioni, monumenti funerari e busti che egli definì «a rime obbligate» o, parafrasando una sua  intervista tardiva, «legando l'asino dove voleva il padrone» nonché opere di genere che risentirono del clima verista e talune volte anche del Liberty.
Di grandi capacità tecniche e di carattere ironico e bonario, restò umile anche quando divenne professore all'Accademia di Belle Arti di Bologna, frequentando poco i colleghi o gli altri artisti. Seppe lavorare tutti i tipi di marmo, a differenza di molti suoi colleghi. Visse di lavoro e per il lavoro, ne fu orgoglioso e non ebbe garzoni.
Tra le sue opere, che spesso restituiscono figure di cui sa cogliere un'espressione peculiare, si ricordano La risentita e Katiuscia e i numerosi scugnizzi che fanno smorfie e sberleffi, Nerone (esposto a Bologna nel 1888, marmo) ed Ecce Homo (esposto a Londra nel 1904).
Numerosi sono i monumenti di Pietro Veronesi a Bologna: nel parco della Montagnola si trovano la fontana eseguita insieme a Diego Sarti ed il bassorilievo della scalea del  Pincio intitolato Il ritorno dalla vittoria di Fossalta, ingresso di re Enzo prigioniero del 1896.
Tra gli oltre cinquanta monumenti funebri di Veronesi conservati nel cimitero monumentale della Certosa di Bologna si ricordano la Tomba Gangia del 1896 e il Monumento Bandini del 1921, il monumento funebre di Alessandro Riguzzi del 1897.
È sepolto nell'arco 2 del portico est del Nuovo braccio del Chiostro V del cimitero della Certosa; un bassorilievo di santa Teresa sulla tomba, dedicato a sua madre, è opera dello stesso Veronesi.

## Galleria d'immagini

Monumenti funebri nella Certosa di Bologna
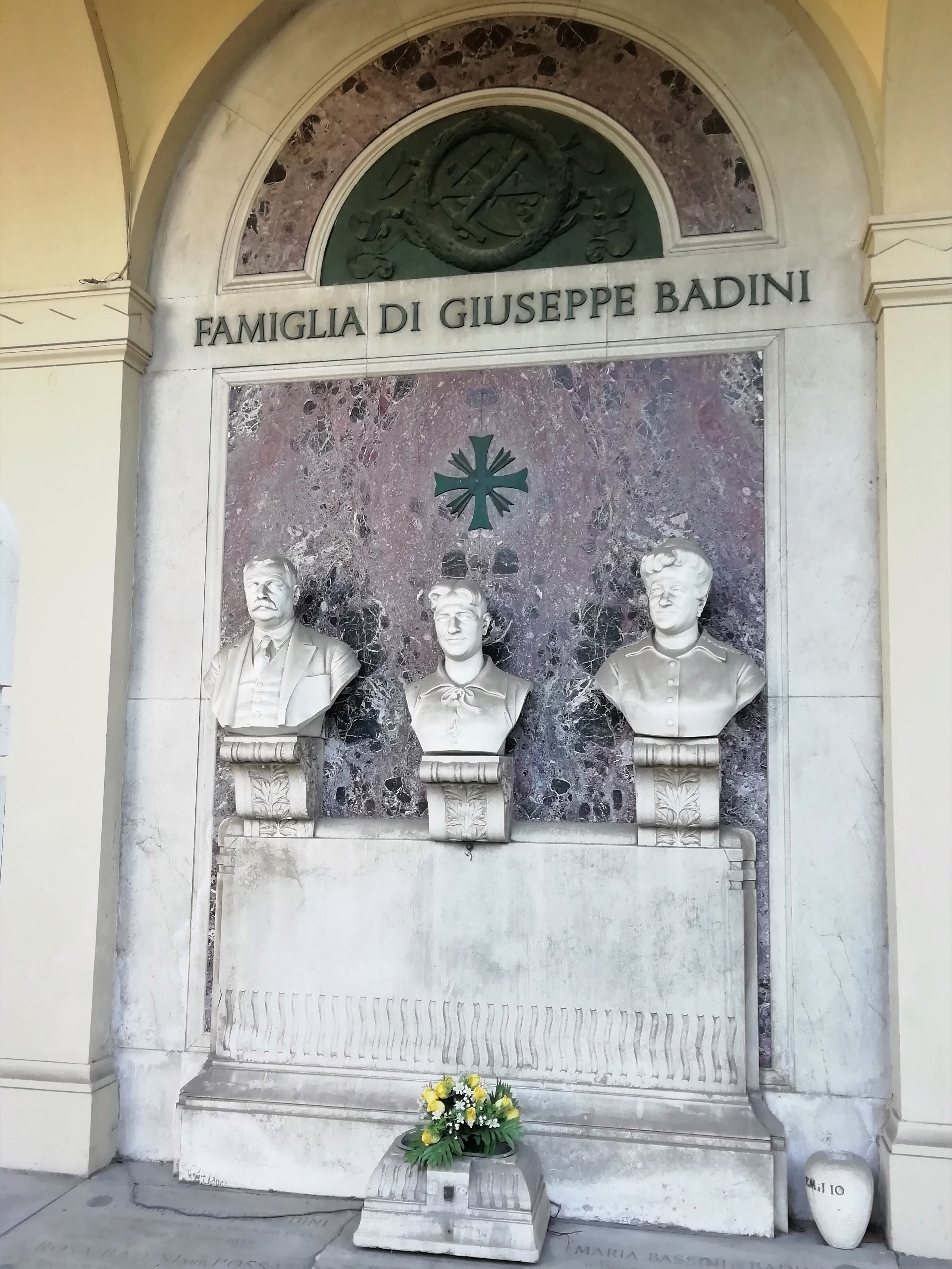
Tomba Badini
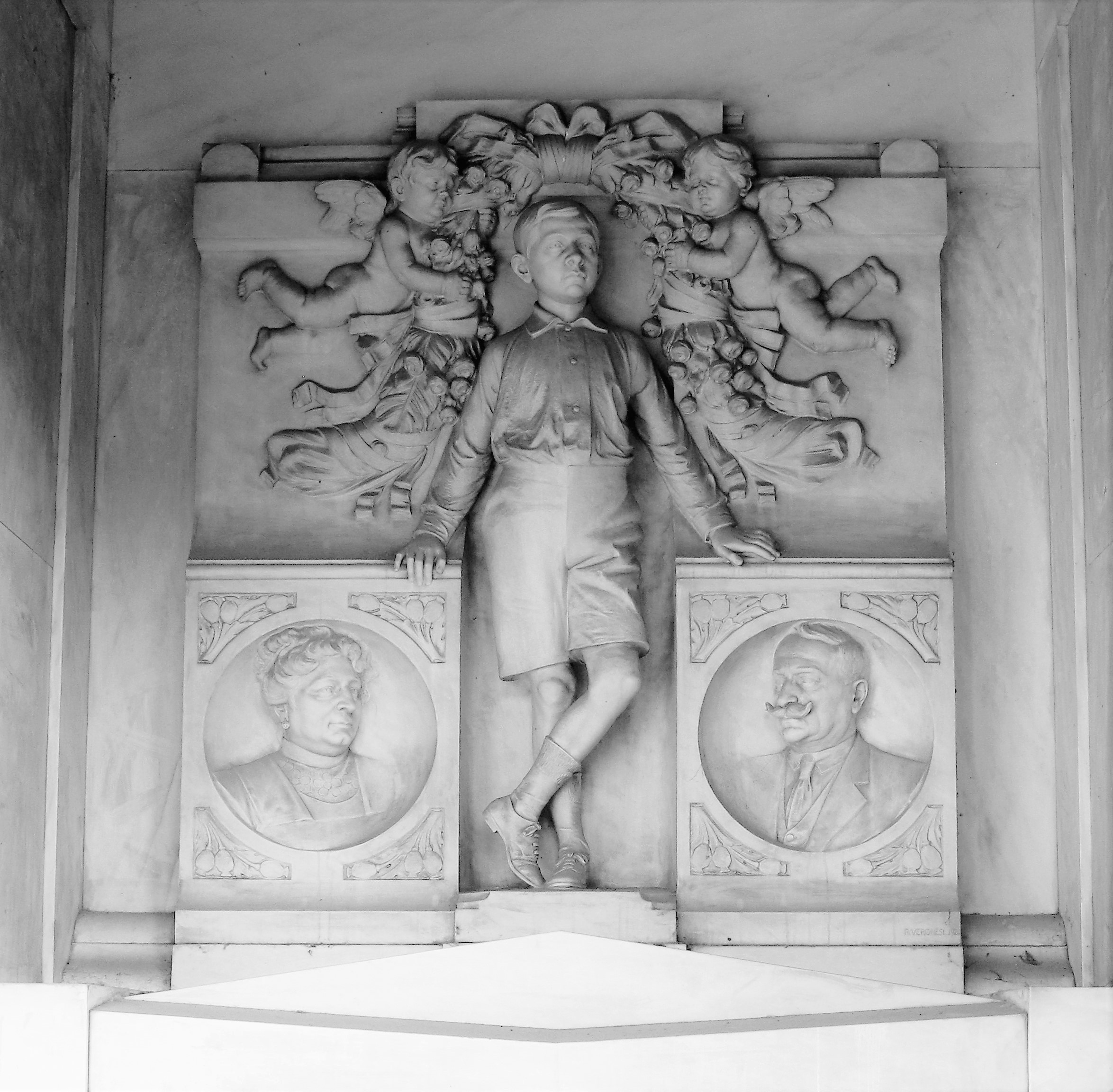
Dettaglio della tomba Trigari
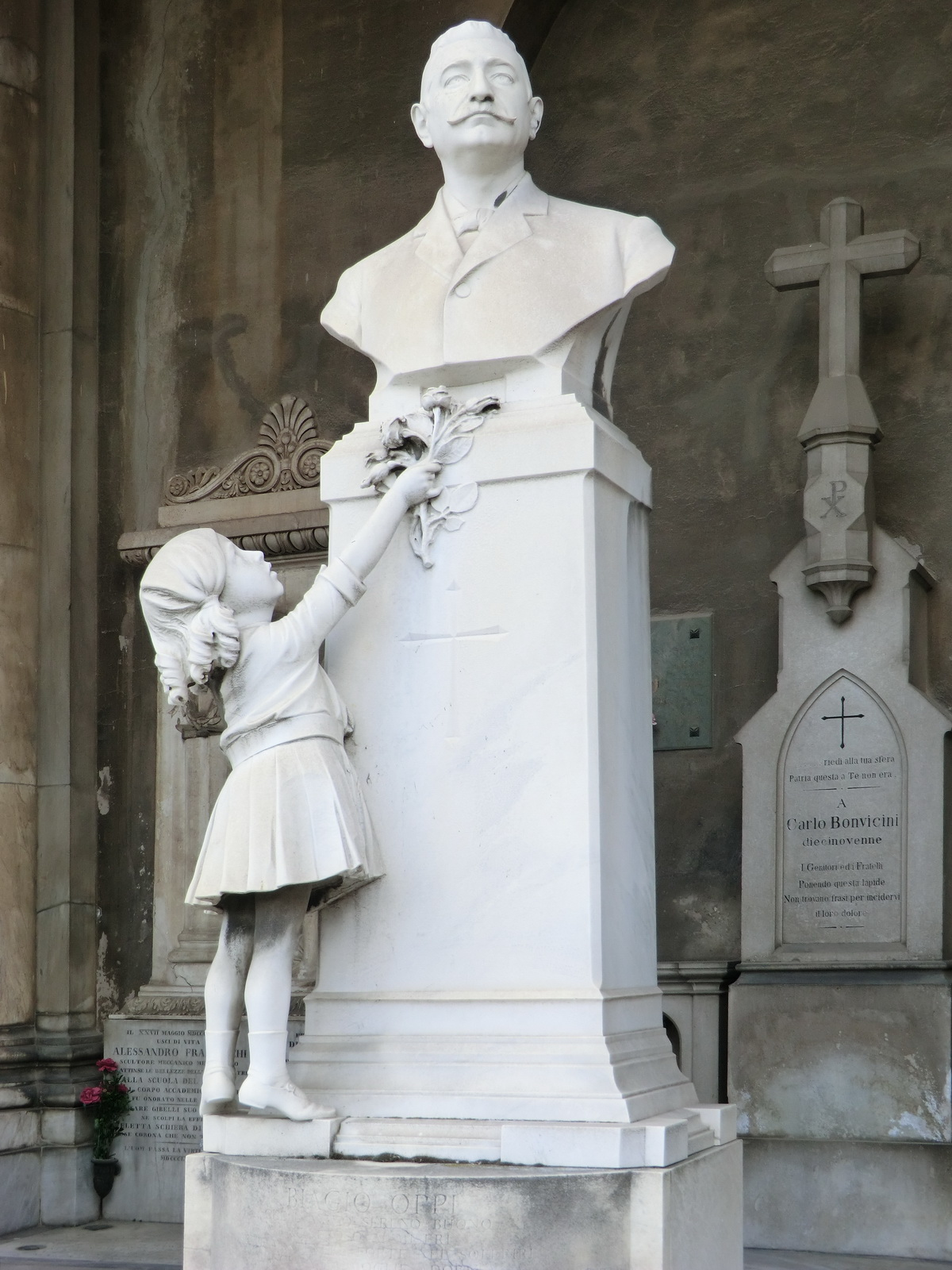
Cippo Oppi
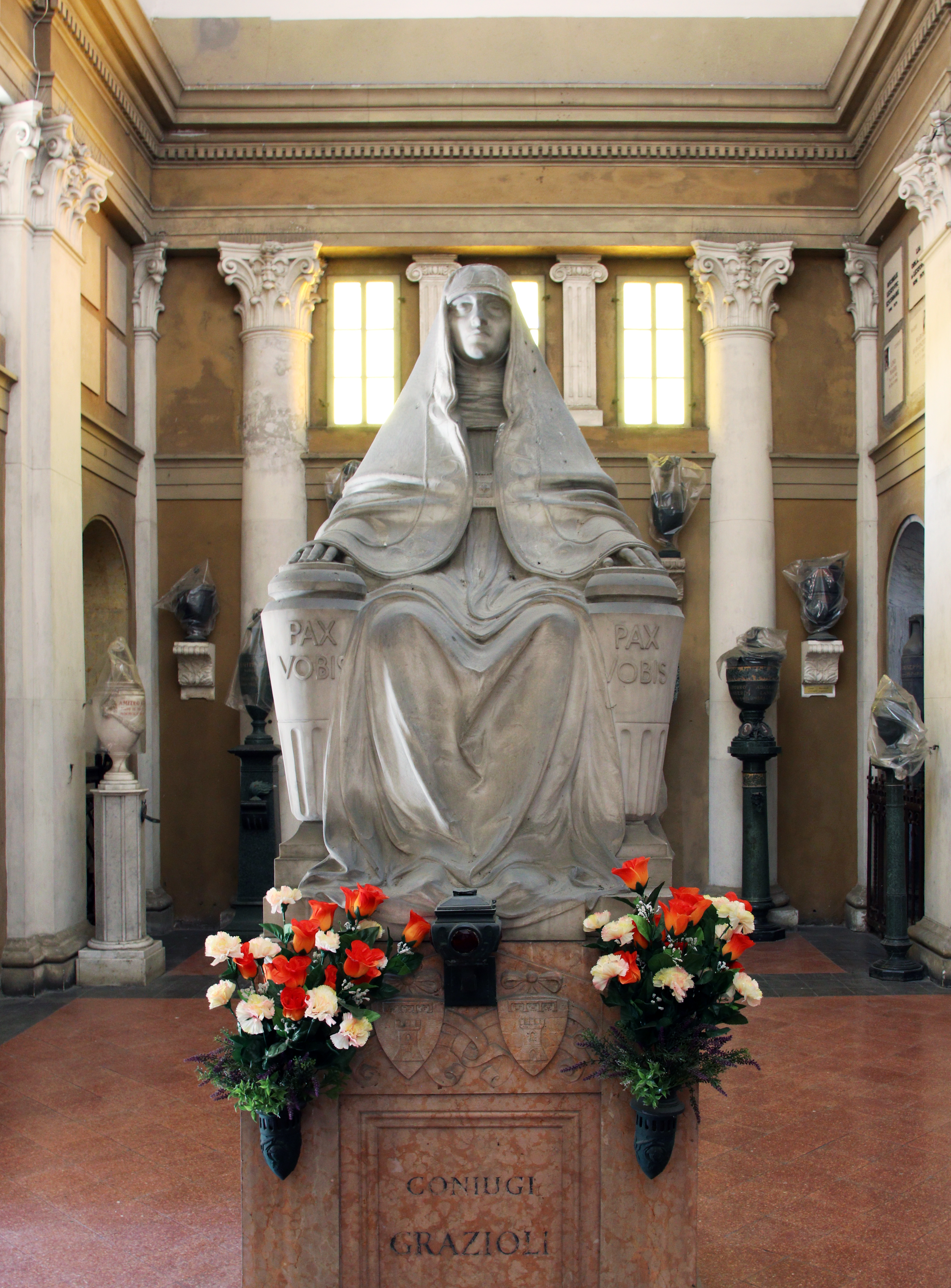
Monumento Grazioli
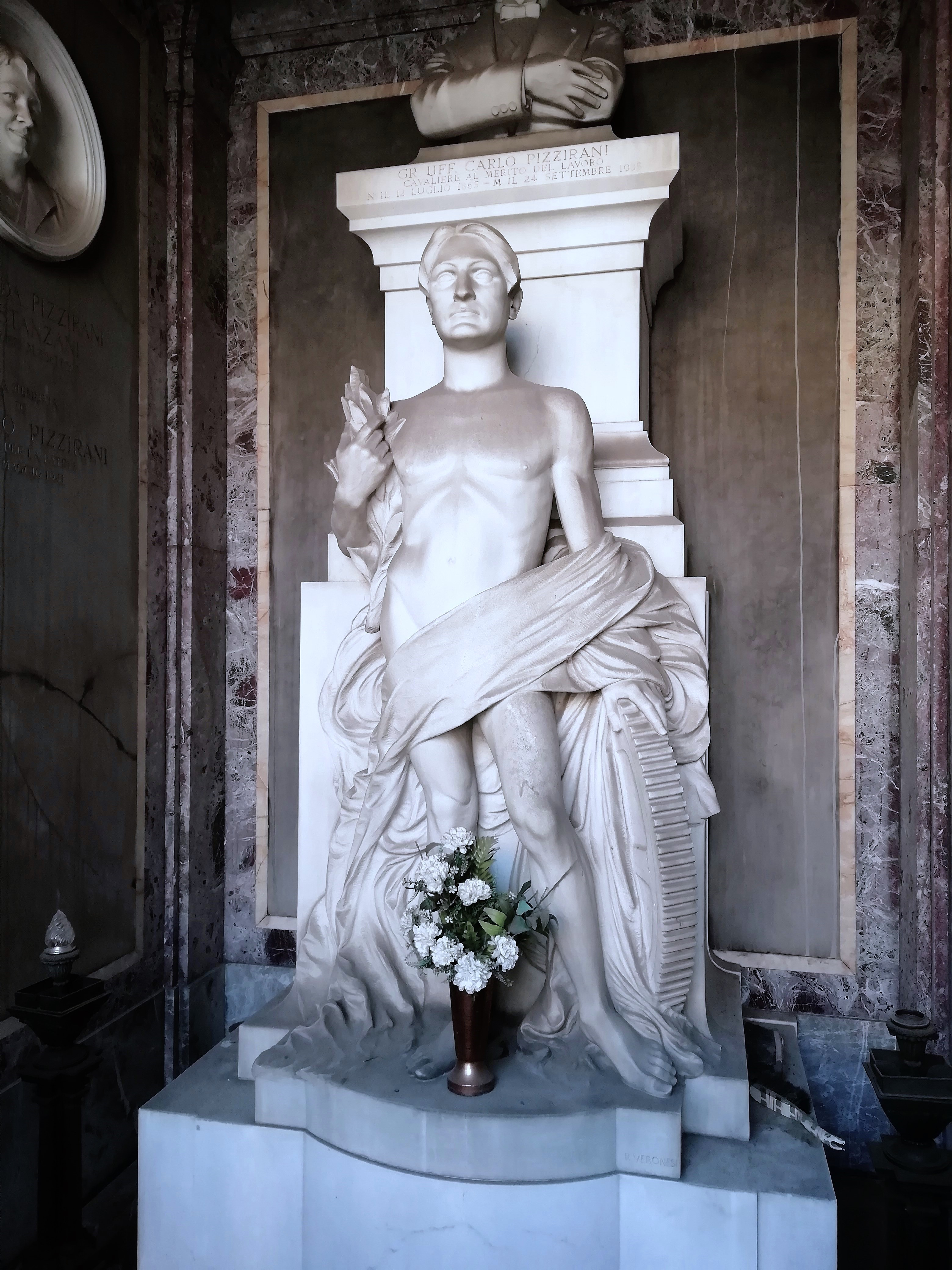
Monumento Pizzirani
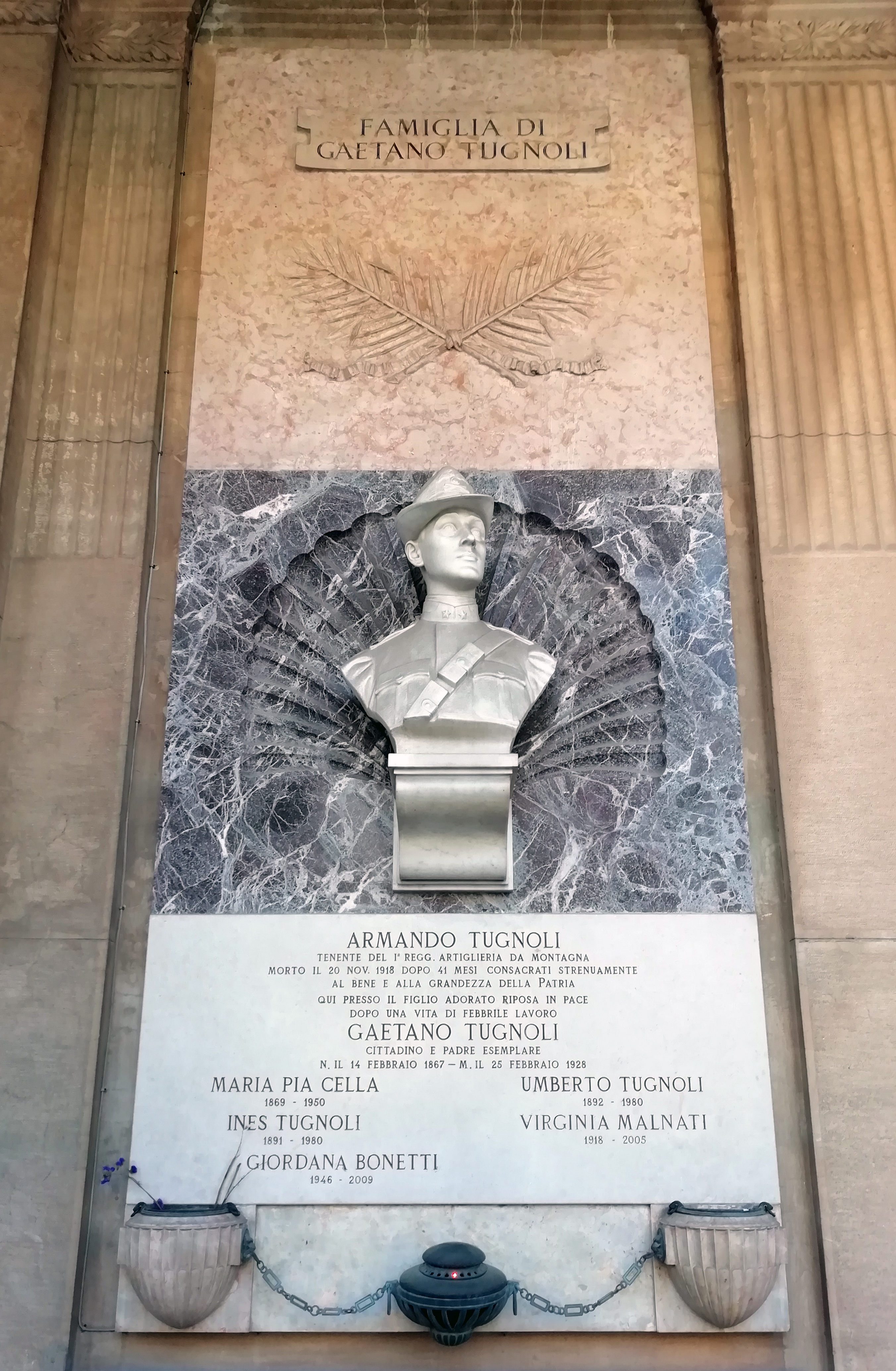
Tomba Tugnoli
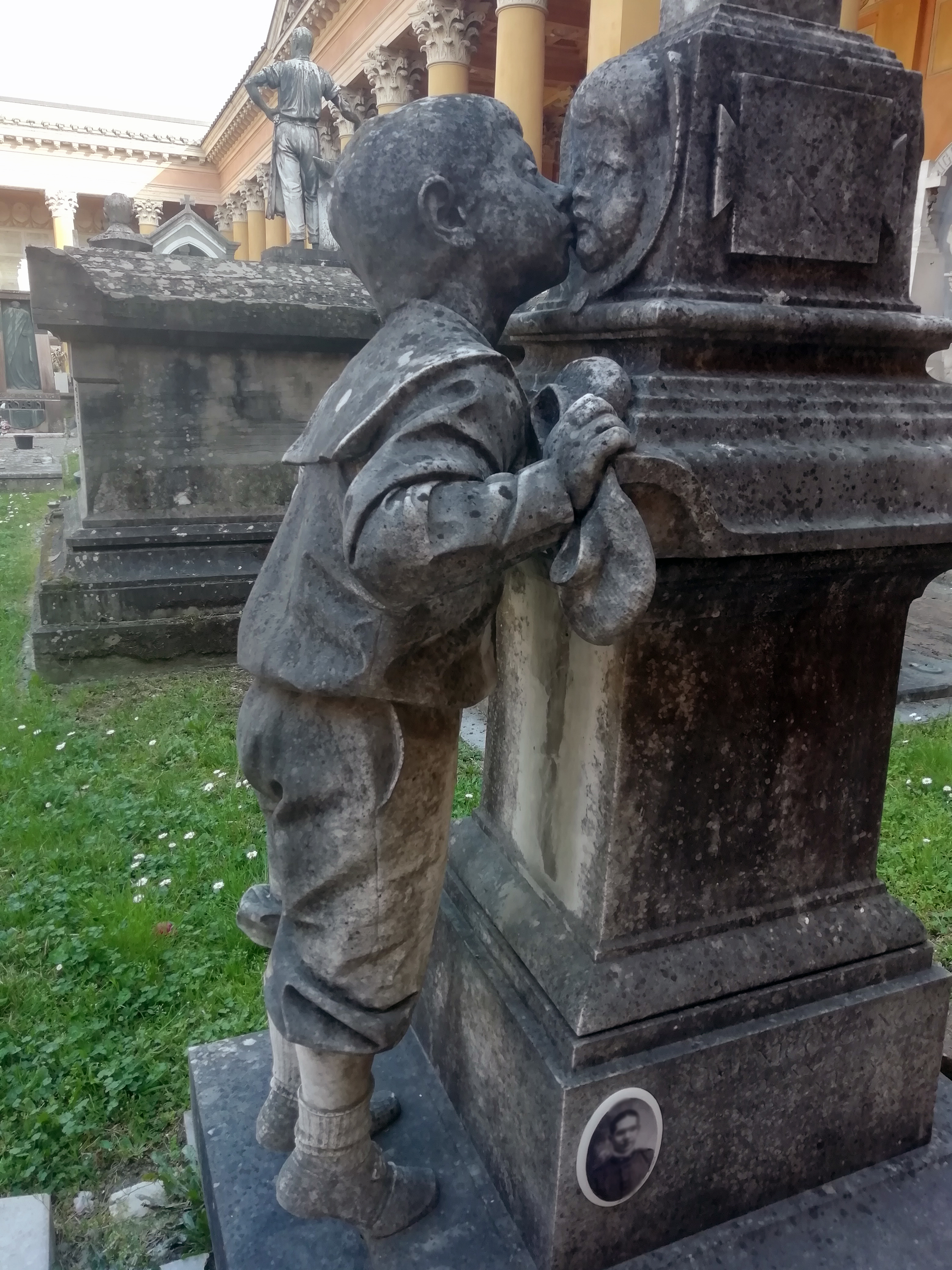
Dettaglio della tomba Gancia
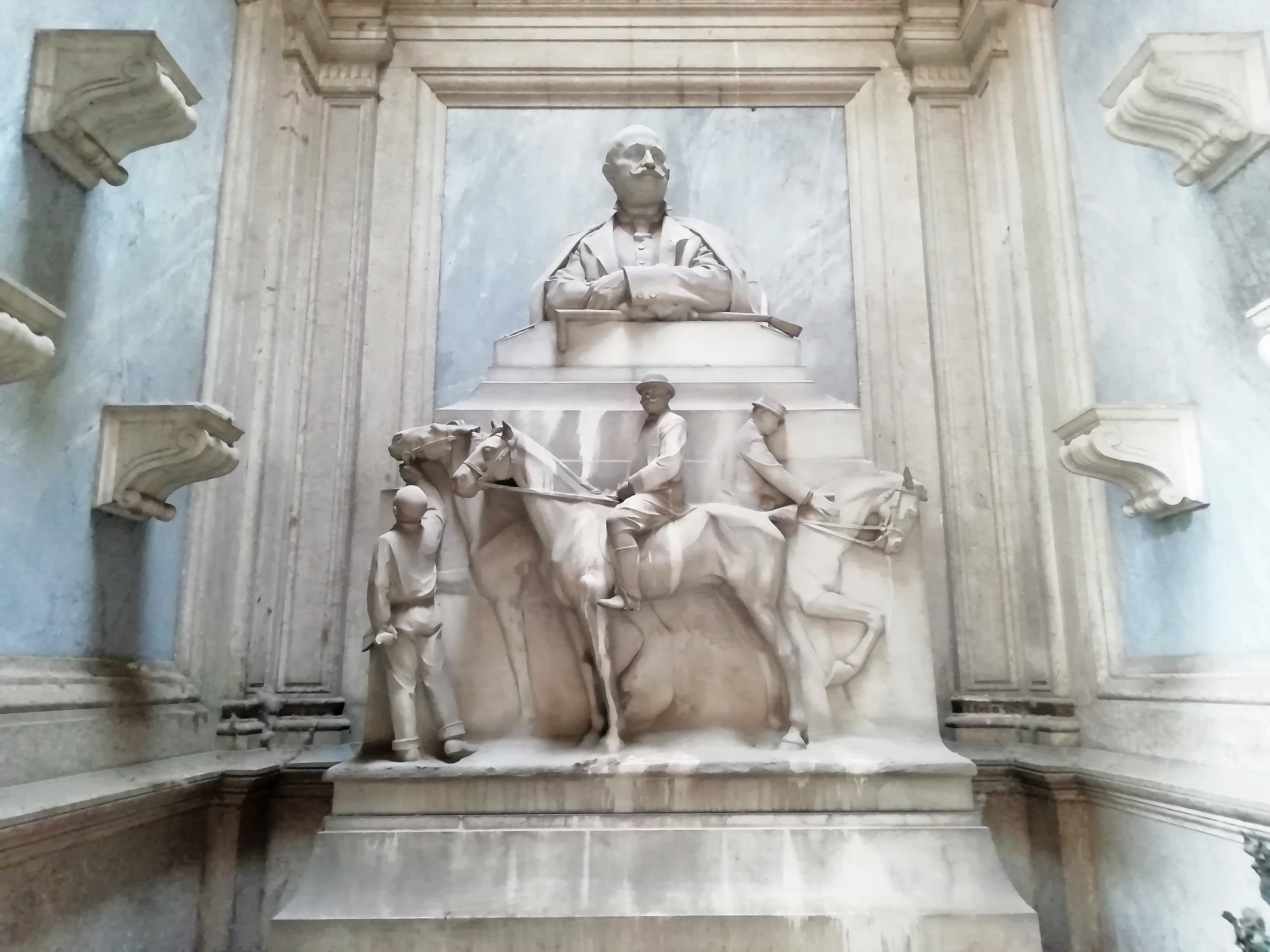
Monumento Gallina